# Lasha Guruli
Lasha Guruli (Rustavi, 27 de agosto de 1996) é um pugilista georgiano.

## Carreira
Lascha Guruli ganhou a medalha de bronze na categoria leve no Campeonato Europeu Juvenil de 2014 em Zagreb e a medalha de prata na divisão meio-médio leve no Campeonato Europeu Sub-22 de 2017 em Brăila. No Campeonato Europeu de 2017 em Kharkiv ele foi eliminado na fase preliminar contra Vladislaw Baryshnik, mas ganhou a medalha de ouro na categoria meio-médio leve no Campeonato Europeu Sub-22 em Târgu Jiu em 2018. Em 2019 participou dos Jogos Europeus de Minsk, derrotando Dmitri Galagot na primeira luta e depois perdendo para Tuğrulhan Erdemir. Ele então começou no Campeonato Mundial de 2019 em Yekaterinburg, onde derrotou Sajjad Kazemzadeh e Abdurachman Abdurachmanow antes de perder para Pat McCormack nas oitavas de final. Ele ganhou a medalha de prata no Campeonato Europeu de 2022 em Yerevan e uma medalha de bronze no Campeonato Mundial de 2023 em Tashkent. Ele ganhou outra medalha de prata nos Jogos Europeus de 2023 em Cracóvia e no Campeonato Europeu de 2024 em Belgrado.
Nos Jogos Olímpicos de Verão de 2024, em Paris, conquistou a medalha de bronze na disputa de peso leve.